# غويلرمو خوسيه توريس
غويلرمو خوسيه توريس (بالإنجليزية: Guillermo José Torres)‏ هو صحفي تلفزيوني ‏ ومذيع أخبار وصحفي أمريكي، ولد في 1944 في بونس، بورتوريكو في الولايات المتحدة.